# الأربعاء (ولاية البليدة)
بلدية الأربعاء  هي إحدى بلديات ولاية البليدة الجزائرية وعاصمة دائرة الأربعاء.
مدينة الأربعاء مدينة جزائرية تاريخية، والبلدية أسسها المستعمرون الفرنسيون سنة 1845. تقع هذه المدينة التاريخية شمال الجزائر في منطقة المتيجة وبالضبط على بعد 27 كم جنوب شرق الجزائر العاصمة و 32 كم شرق البليدة. يخترقها الطريق الوطني رقم 8 و 29، كانت تسمى إلى غاية السبعينيات الأربعاء بني موسى نسبة إلى قبيلة بني موسى، وكانت تابعة إداريا للجزائر العاصمة إلى غاية التقسيم الإداري الجديد سنة 1974 ، وقبل الاستعمار كانت تسمى سيدي ناصر نسبة إلى الولي الصالح سيدي ناصر.
يمر بها عدة مصادر مائية كـ واد جمعة وواد ابن علو، وتعتبر من أكبر بلديات الجزائر من حيث مصادر المياه الجوفية أو السطحية، ومن أهم المحاصيل الزراعية الفمح فرينة، التين، الزيتون، العنب، البرتقال بكل أنواعه الليمون وكل أنواع الخضر تقريبا.
لها بنايات عمرانية عتيقة من الطابع العمراني الإسلامي (قصر محي الدين) و الفرنسي (وسط المدينة) و الطابع الحديث، كما تتميز بأسواقها الشعبية الشهيرة كل يوم أربعاء وجمعة والسوق البلدي النظامي كل يوم عدا الأحد وسوق المواشي يوم الجمعة وسوق السيارات يوم السبت وسوق الطعني للنساء كل يوم ما عدا الجمعة وسوق غرورة كل جمعة.
تعد مدينة الأربعاء إحدى أكبر دوائر الجزائر كثافة سكانية إذ يعيش بها ما يقارب 140 ألف نسمة.

## المعالم
لمدينة الأربعاء ميزة جميلة تتميز بها وهي أن جميع مداخلها تحتوي على مسجد، أهم مساجد مدينة الأربعاء - المسجد العتيق سيدي يوسف " الواقع بالمدخل الشمالي الغربي 'مسجد الإصلاح المسجد الكبير الواقع بوسط المدينة ' - مسجد الشهداء الواقع بالمدخل الغربي وقد كان كنيسة على عهد الاستعمار وأعيد بنائه، ومسجد حمزة {الواقع بالمدخل الشرقي}ومسجد بن دالي علي ومسجد بالعوادي ومسجد محمد بن ربيع {الواقع بالمدخل الجنوبي}ومسجد محمد بن غدو" الجديد " بحي شريف يوسف(الواقع بالمدخل الجنوب الشرقي) كما يوجد العديد من المساجد الأخرى.
بالإضافة إلى زاويتها الشهيرة وهي زاوية سيدي خير الدين والتي تقع في اعالي جبال الأربعاء والتي دمرها الاستعمار الفرنسي خلال الثورة التحريرية.

## تاريخ
الأربعاء مدينة ذات تاريخ عريق، فسكانها حاربوا الاستعمار الفرنسي تخت قيادة الأمير عبد القادر، وتمت بيعته في قصر محي الدين قرب منطقة تانوت، وخلال الثورة التحريرية، حيث زارها قادة الثورة التحريرية، منهم أحمد ميصالي الحاج، عبد الحميد بن باديس عند فتح مسجد الإصلاح، العقيد سي لخضر وأحمد بن بلة، الطيب العقبي محمد البشير الإبراهيمي، الرئيس هواري بومدين
في الأخير زارها الرئيس عبد العزيز بوتفليقة وعشرات الوزراء.
ويذكر أن سكان مدينة الأربعاء قامو بأول ثورة احتجاجات على السكن والطرق في الجزائر كاملة وهذا عام 1984 في عهد الحزب الواحد الذي كان يخوف الجزائريين لسلطته المطلقة وقمعه، وقد وقع في الأحداث قتلى وعشرات الجرحى والمسجونين (هذا في أحداث السكن) وقد تم تلبية مطالبهم، أما بالنسبة للطرق فقد سدت وقطعت كل الطرق المؤدية للأربعاء وسمعت كل الجزائر بهذا وفي اليوم التالي تم إصدار قرار من الوزارات العليا بتهيئة كل شبر في المدينة بالزفت ولم تترك حتى 'زنقة' دون تزفيت وهي شاهدة إلى الآن.كما داقت المنطقة ويلات الإرهاب اد تعتبر من أكثر المناطق تضررا من العشرية السوداء

## التركيبة الاجتماعية
أغلب سكان مدينة الأربعاء أصليون وينحدرون من أصول عرقية مختلفة (عرب وبربر وأتراك) ولكن المدينة عرفت في العشريات الأخيرة هجرة محدودة من مختلف مناطق الجزائر حيث استوطن هؤلاء في أغلبهم المناطق الزراعية لسهل متيجة وما حولها ما شوه كثيرا التناسق العمراني للمدينة وجمالها الطبيعي، والعائلات المحلية في الأربعاء معروفة بالاحترام والحشمة والالتزام الديني في الغالب.

## شخصيات
- زهرة بوسكين، شاعرة إعلامية وأكاديمية
- إدريس بوسكين، روائي كاتب وصحفي
- عمار مرياش، شاعر

### المساجد
تحتوي هذه البلدية على العديد من المساجد التي تشرف عليها مديرية الشؤون الدينية والأوقاف لولاية البليدة تحت وصاية وزارة الشؤون الدينية والأوقاف. 
- مسجد أبو بكر الصديق
- مسجد عثمان بن عفان
- مسجد حمزة بن عبد المطلب
- مسجد الزبير بن العوام
- مسجد عمر بن عبد العزيز
- مسجد أحمد سحنون
- مسجد محمد بن الربيع
- مسجد سيدي يوسف
- مسجد محمد بوقدو
- مسجد الشهداء
- مسجد النور
- مسجد الأرقم
- مسجد الفتح
- مسجد الرجاء
- مسجد الحكمة
- مسجد الإصلاح
- مسجد الباعن
- مسجد الخزنة

### الزوايا
- "زاوية سيدي المربوسي".[2]
- "زاوية سيدي خير الدين".[3]

## النشاطات
بدا يتحرك فيها القطاع الصناعي في الأعوام الأخيرة فهناك مجمع كبير تم إنجازه (سيفيتال) ومن أهم وحداته وحدة إنتاج الزجاج المسطح بحيث يقدر الإنتاج ب 600 طن يوميا ما يجعل المصنع يحتل المرتبة الأولى إفريقيا والثانية عشر عالميا.وقد بدات وحده صناعة المقطورات مند بضعة أشهر وهناك أيضا عدة وحدات تابع للقطاع الخاص مثل وحدة الزجاج.وحدة الورق المقوى.
علما أن رؤساء البلديات المخلصين السابقين سعوا لمنع إقامة بعض تلك المصانع والتي تسبب الكثير من الأمراض نتيجة المخلفات التي تتركها في الهواء وعلى الطبيعة، والان تقام عدة مشاريع

## السياحة

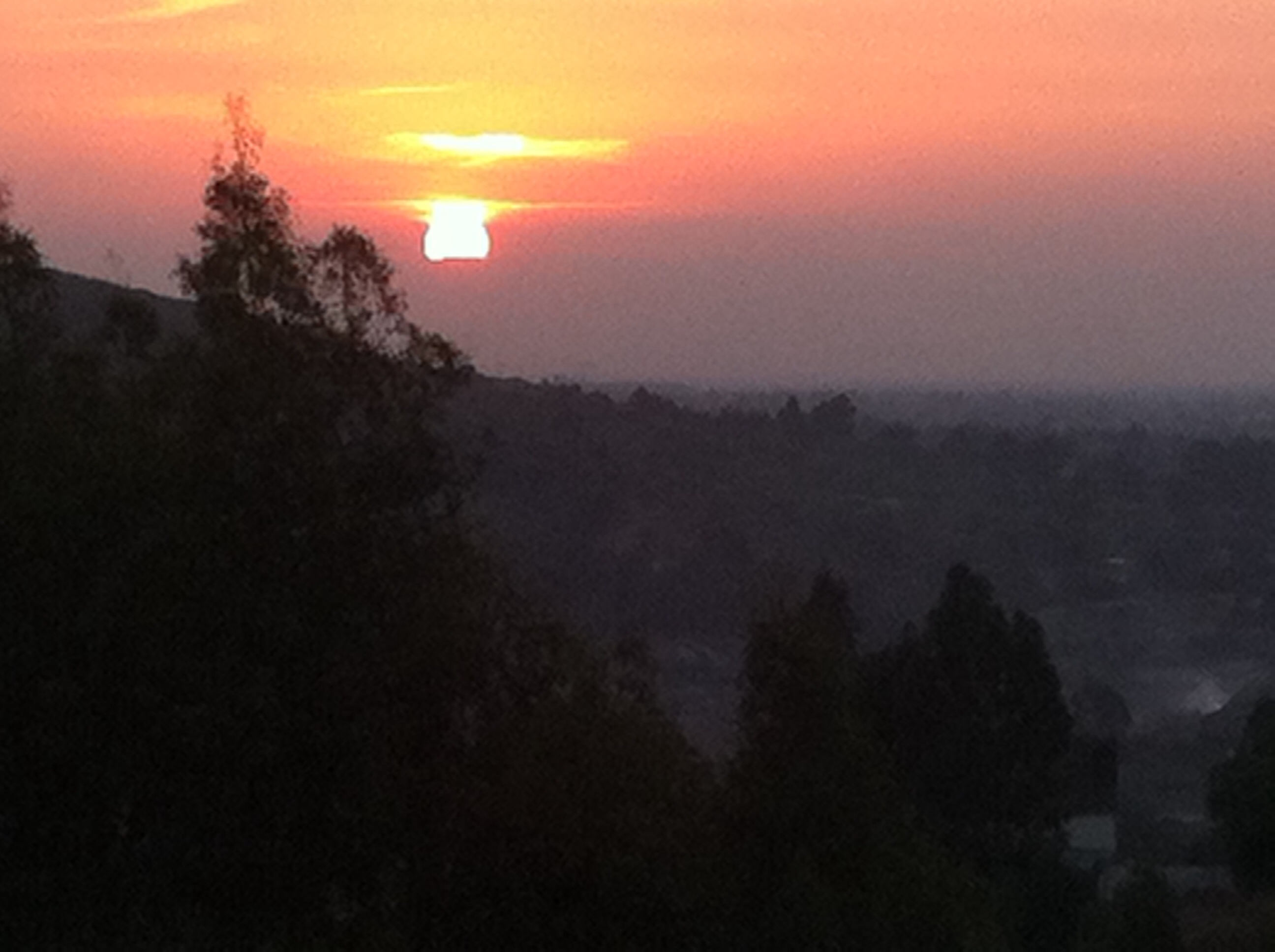
صورة من اعالي جبال مدينة الاربعاء

مدينة الأربعاء أو كما عرفت بجوهرة متيجة، مدينة تزدان بثوبها الأبيض شتاء حيت تكسوها الثلوج، أما ربيعا فتتزين بألوان قوس المطر فزهور الأقحوان والزهور الربيعية تكسو حقولها ومروجها، أما الحياة البرية فتتنوع من منطقة إلى آخرى، فكما نرى القرود والأرانب البرية في أعالي الجبال، وأكثر ما يميز المدينة طيور اللقلق المهاجرة التي تأتي ربيعا وتعشش فوق أعمدة الكهرباء وطيور الزرزور وهي من الطيور صغيرة إلى متوسطة الحجم تهاجر إلى المدينة في موسم نضج الزيتون.

## التعليم
وأهم المدارس في مدينة الأربعاء ثانوية البتاني ومتقنة الأربعاء وثانوية الفحص ومدارس ابتدائية كثيرة منها مدرسة أحمد بونمري مدرسة بن دالي علي مدرسة محمد غربو، مدرسة علي بومنجل، مدرسة لوامي، مدرسة حمزة، مدرسة 20أوت، ومن المتوسطات نجد متوسطة بوعلام وادفل، متوسطة أحمد بودة المركزية، متوسطة بن دالي علي، متوسطة حسان كرطالي،  متوسطة أسامر ومتوسطة شريف حميدو ومتوسطة الجديدة 2 و محمد بو راس، مدرسة شريف يوسف والتي تم تقسيمها أخيرا إلى اثنان نظرا لكبر حجمها، إكمالية الصندوق الوطني للتوفير والاحتياط "عباس بعوني " بحي شريف يوسف، مدرسة قويدر تيتبرت.

## فريق المدينة لكرة القدم
تأسس أمل الأربعاء في 1941 من أقدم الفرق الجزائرية. بدأ الفريق في بطولة الهواة بعد الحرب العالمية الثانية في الموسم 1946/1947 وكانت تابعة للاتحاد الفرنسي لكرة القدم.
-وقد وصل الفريق إلى القسم الثاني - وفي سنة 2010 صعد الفريق إلى بطولة ما بين الرابطات.
وفي 2011 صعد الصعود الثاني على التوالي إلى القسم الثاني. ثم الموسم 2011-2012 لعب النادي على الصعود الثالث على التوالي إلى القسم الثاني المحترف ونجح في ذلك واحتل الريادة منذ الجولة الأولى، وفي هذا الموسم (2012-2013) يلعب على الصعود الرابع على التوالي للقسم المحترف الأول. وقد تحقق له ذلك بفضل رجالها منهم سيد علي وحسي وعدلان جعدي وبضياف عز الدين وبضل الوقفة التاريخية من الأنصار "الفايكينغ"، وفي الموسم الكروي 2013/2014 الفريق يحقق نتائج رائعة تحت قيادة الرئيس واللاعب الدولي السابق ابن المدينة جمال عماني والمدرب شريف الوزاني.
كما تعتبر "الزرقا" كما يحلو لأنصار الفريق مناداته صاحبة أثقل نتيجة في تاريخ كرة القدم الجزائرية في لقاء رسمي بعد أن فاز على فريق مولودية واد سلي بنتيجة 26-0 ضمن فعاليات بطولة الجهوي الأول لرابطة البليدة، وفي القسم الأول كسر سلسلة اللاهزيمة القياسية التي حققها فريق شباب قسنطينة حيث لم يخسر طيلة 26 مباراة إلى أن واجه فريق أمل الأربعاء وفاز الأمل بنتيجة 1-0 بملعب الإخوة براكني بالبليدة ووصل إلى نهائي كأس الجزائر لأول مرة في تاريخه لكنة خسر في النهائي بنتييجة 1-0 امام مولودية بجاية.

## روابط خارجية
- مشاريع لمدينة الأربعاء